# Liste der Flugplätze mit IFR-Zulassung in Deutschland
Nachfolgend eine Auflistung aller deutschen Flugplätze, die für einen An- und Abflug nach Instrumentenflugregeln zugelassen sind. Diese erlauben im Rahmen der Betriebszeiten die ständige Benutzung des Flugplatzes (außer bei extremen Wetterbedingungen) und eignen sich daher für den gewerblichen Verkehr.

## Flugplätze mit IFR-Zulassung
| Name                                 | Bundesland             | ICAO | ILS                    |
| ------------------------------------ | ---------------------- | ---- | ---------------------- |
| Flugplatz Allendorf/Eder             | Hessen                 | EDFQ | nein                   |
| Flugplatz Augsburg                   | Bayern                 | EDMA | Cat. I                 |
| Flugplatz Bamberg-Breitenau          | Bayern                 | EDQA | nein                   |
| Flughafen Barth                      | Mecklenburg-Vorpommern | EDBH | nein                   |
| Flugplatz Bautzen                    | Sachsen                | EDAB | nein                   |
| Flugplatz Bayreuth                   | Bayern                 | EDQD | nein                   |
| Flughafen Berlin Brandenburg (Intl.) | Brandenburg            | EDDB | Cat. IIIb              |
| Flughafen Braunschweig-Wolfsburg     | Niedersachsen          | EDVE | Cat. I                 |
| Flughafen Bremen (Intl.)             | Bremen                 | EDDW | Cat. IIIb              |
| Flugplatz Coburg-Brandensteinsebene  | Bayern                 | EDQC | nein                   |
| Flugplatz Donaueschingen-Villingen   | Baden-Württemberg      | EDTD | nein                   |
| Flughafen Dortmund                   | Nordrhein-Westfalen    | EDLW | Cat. II                |
| Flughafen Dresden (Intl.)            | Sachsen                | EDDC | Cat. IIIb              |
| Flughafen Düsseldorf (Intl.)         | Nordrhein-Westfalen    | EDDL | Cat. IIIb              |
| Flugplatz Eggenfelden                | Bayern                 | EDME | nein                   |
| Flugplatz Emden                      | Niedersachsen          | EDWE | nein                   |
| Flughafen Erfurt-Weimar (Intl.)      | Thüringen              | EDDE | Cat. IIIb              |
| Flughafen Frankfurt-Hahn             | Rheinland-Pfalz        | EDFH | Cat. IIIa              |
| Flughafen Frankfurt Main (Intl.)     | Hessen                 | EDDF | Cat. IIIb              |
| Flughafen Friedrichshafen            | Baden-Württemberg      | EDNY | Cat. IIIb              |
| Flugplatz Giebelstadt                | Bayern                 | EDQG | nein                   |
| Flughafen Hamburg (Intl.)            | Hamburg                | EDDH | Cat. IIIb              |
| Flugplatz Hamburg-Finkenwerder       | Hamburg                | EDHI | Cat. II                |
| Flughafen Hannover (Intl.)           | Niedersachsen          | EDDV | Cat. IIIb              |
| Flughafen Heringsdorf                | Mecklenburg-Vorpommern | EDAH | Cat. I                 |
| Flugplatz Hof-Plauen                 | Bayern                 | EDQM | Cat. I                 |
| Flugplatz Ingolstadt-Manching        | Bayern                 | ETSI | Cat. I                 |
| Flughafen Karlsruhe/Baden-Baden      | Baden-Württemberg      | EDSB | Cat. IIIb              |
| Flughafen Kassel-Calden              | Hessen                 | EDVK | Cat. IIIb              |
| Flugplatz Kiel-Holtenau              | Schleswig-Holstein     | EDHK | Cat. I                 |
| Flughafen Köln/Bonn (Intl.)          | Nordrhein-Westfalen    | EDDK | Cat. IIIb              |
| Flughafen Lahr                       | Baden-Württemberg      | EDTL | Cat. I                 |
| Leipzig-Altenburg Airport            | Thüringen              | EDAC | Cat. I                 |
| Flughafen Leipzig/Halle (Intl.)      | Sachsen                | EDDP | Cat. IIIb              |
| Flughafen Lübeck-Blankensee          | Schleswig-Holstein     | EDHL | Cat. II                |
| Flugplatz Magdeburg/City             | Sachsen-Anhalt         | EDBM | nein                   |
| Flugplatz Mannheim City              | Baden-Württemberg      | EDFM | nein                   |
| Flughafen Memmingen                  | Bayern                 | EDJA | Cat. I                 |
| Flugplatz Mengen-Hohentengen         | Baden-Württemberg      | EDTM | nein                   |
| Flugplatz Mönchengladbach            | Nordrhein-Westfalen    | EDLN | Cat. I                 |
| Flughafen München (Intl.)            | Bayern                 | EDDM | Cat. IIIb              |
| Flughafen Münster/Osnabrück (Intl.)  | Nordrhein-Westfalen    | EDDG | Cat. IIIa              |
| Flughafen Neubrandenburg             | Mecklenburg-Vorpommern | EDBN | nein                   |
| Flughafen Niederrhein                | Nordrhein-Westfalen    | EDLV | Cat. IIIb              |
| Flugplatz Niederstetten              | Nordrhein-Westfalen    | ETHN | Cat. I                 |
| Flughafen Nordholz                   | Niedersachsen          | ETMN | Cat. I                 |
| Flughafen Nürnberg (Intl.)           | Bayern                 | EDDN | Cat. IIIb              |
| Flugplatz Oberpfaffenhofen           | Bayern                 | EDMO | Cat. I                 |
| Flughafen Paderborn/Lippstadt        | Nordrhein-Westfalen    | EDLP | Cat. I                 |
| Flughafen Rostock-Laage              | Mecklenburg-Vorpommern | ETNL | Cat. I                 |
| Flughafen Saarbrücken (Intl.)        | Saarland               | EDDR | Cat. I                 |
| Flugplatz Schönhagen                 | Brandenburg            | EDAZ | nein                   |
| Flugplatz Schwäbisch Hall            | Baden-Württemberg      | EDTY | Cat. I                 |
| Flughafen Siegerland                 | Nordrhein-Westfalen    | EDGS | Cat. I                 |
| Flugplatz Speyer                     | Rheinland-Pfalz        | EDRY | nein                   |
| Flugplatz Straubing                  | Bayern                 | EDMS | nein                   |
| Flugplatz Strausberg                 | Brandenburg            | EDAY | nein                   |
| Flughafen Stuttgart (Intl.)          | Baden-Württemberg      | EDDS | Cat. IIIb              |
| Flughafen Sylt                       | Schleswig-Holstein     | EDXW | Cat. I                 |
| Wilhelmshaven „JadeWeserAirport“     | Niedersachsen          | EDWI | nein                   |
| Flugplatz Zweibrücken                | Rheinland-Pfalz        | EDRZ | nein                   |
| Gesamt                               | 61                     |      | 41 (davon 19 Cat. III) |

- Karte mit allen verlinkten Seiten:
- OSM |
- WikiMap